# Пирс, Уолтер Маркус
Уолтер Маркус Пирс (англ. Walter M. Pierce, 30 мая 1861, Моррис, Иллинойс — 27 марта 1954,  Сейлем, штат Орегон) — американский политик, 17-й губернатор Орегона в 1923—1927 годах. Член  Демократической партии.

## Ранние годы
Пирс родился 30 мая 1861 года в семье Чарльза М. и Шарлотты Л. (урожденной Клапп) Пирс, джексоновских фермеров-демократов в Моррисе, штат Иллинойс. В 17 лет он начал преподавать в школе, несмотря на то что имел только среднее образование. В 1883 году Пирс отправился на запад. После прибытия в Портленд, он не смог найти работу. После периода, в течение которого он работал на пшеничных полях Уолла-Уолла (штат Вашингтон), он заработал достаточно денег, чтобы обосноваться в Милтоне (штат Орегон), в округе  Юматилла. Там он вернулся к карьере в сфере образования и основал успешную ферму.
Как педагог, Пирс был вовлечен в местную политику. Он стал хорошо известен своими взглядами на воздержание от употребления алкогольных напитков и регулярно выступал против салунов, продававщих алкоголь его ученикам. В 1887 году он женился на одной из своих учениц, Кларе Р. Рудио, которая умерла через во время родов в 1890 году. Ребенка назвали в честь матери. В 1893 году он женился на сестре Клары Лоре. У них было пятеро детей: Лойд, Люсиль, Хелен, Эдит и Лоррейн. Лаура умерла от рака в 1925 году. Третьей женой Пирса была Корнелия Марвин, библиотекарша из штата Орегон, на которой он женился в 1928 году.
С 1886 по 1890 год Пирс был начальником государственных школ округа Юматилла. С 1890 по 1894 год он служил клерком округа Юматилла и зарабатывал достаточно денег на сделках с землей, чтобы продолжить свое образование. Затем он вернулся в Иллинойс со своей семьей, чтобы поступить в Северо-Западный университет, в 1896 году получив степень бакалавра права.

## Ранняя политическая карьера
После окончания учебы семья Пирсов вернулась в Орегон, где Уолтер основал успешную юридическую фирму в Пендлтоне. С 1896 по 1906 год он управлял энергетической компанией, спекулировал землей и стал одним из самых известных герефордских животноводов штата. Он снова был избран клерком графства и занимал данную должность с 1899 по 1903 год. 
В 1902 году Пирс получил место в Сенате штата Орегон. В свой первый срок ему не удалось добиться принятия закона о запрете, в то же время он получил государственную субсидию в размере $6 на ребенка на образование. При переизбрании Пирс потерпел поражение и ушел на десять лет из политики.
Находясь вне политики, Пирс продолжал деятельность на местном уровне и в масштабе штата. Он был основателем Союза фермеров штата Орегон и Лиги государственной власти, возглавлял Лигу налогоплательщиков штата и с 1905 по 1927 год входил в совет директоров Орегонского сельскохозяйственного колледжа. В это время он начал выступать за использование реки Колумбия для производства гидроэлектроэнергии. Пирс также был промоутером компании «Hot Lake Sanatorium Company» в округе Юнион. Он и его совладелец Пэриш Л. Уиллис были обвинены в мошенничестве со стороны другого инвестора, но в 1918 году суд снял все обвинения. Бывший санаторий теперь является отелем «Hot Lake» и в 1979 году внесен в Национальный реестр исторических мест.
В 1912 году Пирс выиграл номинацию от демократов в Сенат США, но проиграл Гарри Лейну на всеобщих выборах. В 1916 году он был переизбран в сенат штата. В 1918 году Пирс безуспешно баллотировался как прогрессивный демократ против действующего губернатора Джеймса Уитикомба. На следующих выборах в 1920 году он потерял свое место в Сенате с 27 голосами.

## Губернатор Орегона
Пирс был расистом и сторонником евгеники, который также поддерживал контроль над рождаемостью и сухой закон. В 1922 году Пирс провел успешную губернаторскую кампанию против действующего губернатора Бена У. Олкотта. В то время влияние и власть Ку-клукс-клана в государстве росли, и он разработал откровенно антикатолический и антисемитский «Закон об обязательном школьном образовании» – закон, обязывающий всех детей школьного возраста посещать государственные школы. Губернатор Олкотт демонстративно отказался каким-либо образом сотрудничать с Ку-клукс-кланом. Пирс молчаливо принял одобрение Ку-клукс-клана и поддержал законопроект о школе.
Губернатор Пирс был в разногласиях с законодательным органом, в котором доминировали республиканцы. Его администрация смогла продолжить политику строительства дорог, проводившуюся двумя предыдущими администрациями, но не смогла добиться принятия государственного подоходного налога или лицензионных сборов на оценочную стоимость автомобилей. Он попытался заручиться поддержкой прогрессивных республиканцев по вопросам тюремной реформы, лесовосстановления и развития гидроэнергетики, но он разделил Демократическую партию Орегона, в 1924 году утвердив Роберта М. Лафоллета на пост президента. Ку-клукс-клан, который поддержал его всего несколькими годами ранее, начал безуспешную попытку отзыва.
На выборах 1926 года республиканец Айзек Ли Паттерсон победил Пирса. После этого Пирс вернулся на свое ранчо в Ла-Гранде, штат Орегон.
Закон об обязательном образовании был позже отменен Верховным судом Соединенных Штатов в решении 1925 года «Пирс против Общества сестер» на том основании, что он нарушал четырнадцатую поправку к Конституции США.

## Член Палаты представителей США
В 1928 году Пирс безуспешно баллотировался на второе место в округе Конгресса. В 1930 году он отказался баллотироваться на пост губернатора, но в 1932 году снова попытался баллотироваться в Конгресс. Он был избран на фоне волнения по поводу убедительной победы Франклина Д. Рузвельта на президентских выборах. Пирс стал стойким сторонником Нового курса Рузвельта, работая в Конгрессе до своего поражения в 1942 году. 
Один из старейших политиков в истории штата Орегон, Пирс ушел из политики в возрасте 81 года. Он и его жена Корнелия уехали в Эолу. Пирс и его жена стали участниками антияпонского движения во время Второй мировой войны в ответ на обеспокоенность местных жителей успехами японских дальнобойщиков в определенных районах Орегона.
Пирс умер 27 марта 1954 года недалеко от Сейлема в возрасте 92 лет, и был похоронен в мавзолее Маунт-Крест-Аббатство в Сейлеме. Его третья жена Корнелия умерла 12 февраля 1957 года.